# Старые Чукалы (Татарстан)
Ста́рые Чукалы́ (тат. Иске Чокалы) — село в Дрожжановском районе Республики Татарстан, административный центр и единственный населённый пункт Старочукалинского сельского поселения.

## География
Село находится в верховье реки Большая Якла, в 9 км к югу от районного центра, села Старое Дрожжаное.

## История
Село известно с 1665–1667 годов (по одной из версий, основано в период Казанского ханства).
В XVIII — первой половине XIX веков жители относились к категории государственных крестьян (выполняли лашманнуюю повинность). Их основные занятия в этот период — земледелие и скотоводство, было распространено отходничество на шахты, фабрики и заводы, сезонные сельскохозяйственные работы.
В «Списке населенных мест по сведениям 1859 года», изданном в 1863 году, населённый пункт упомянут как лашманская деревня Старые Татарские Чукалы 1-го стана Буинского уезда Симбирской губернии. Располагалась на левом берегу вершины реки Яклы, по правую сторону торговой дороги в село Астрадамовку Алатырского уезда, в 67 верстах от уездного города Буинска и в 30 верстах от становой квартиры во владельческой деревне Малая Цыльна. В деревне в 155 дворах жили 1694 человека (821 мужчина и 873 женщины). Были 2 мечети.
В начале XX века в селе имелись 4 мечети, 3 медресе, 24 торгово-промышленных заведения. В этот период земельный надел сельской общины составлял 3162,5 десятины.
В 1917 году в селе открыта школа первой ступени. До 1920 года село входило в Дрожжановскую волость Буинского уезда Симбирской губернии. С 1920 года в составе Буинского кантона ТАССР, с 10 августа 1930 года — в Дрожжановском районе.
В 1930 году в селе организован колхоз «Кызыл Чокалы», в 1932 году образована Чукалинская МТС (действовала до 1958 года). С 1 февраля 1963 года село в Буинском, с 30 декабря 1966 года — в Дрожжановском районах.

## Население
Численность населения по годам
| 1859  | 1897  | 1913  | 1920  | 1926  | 1938  | 1949  |
| ----- | ----- | ----- | ----- | ----- | ----- | ----- |
| 1694  | ↗2526 | ↗3420 | ↘3097 | ↗3332 | ↘3096 | ↘2388 |
| 1958  | 1970  | 1979  | 1989  | 2002  | 2010  | 2012  |
| ↘1970 | ↗2028 | ↘1678 | ↘884  | ↘720  | ↘697  | ↘681  |
| 2013  | 2014  | 2015  | 2016  | 2017  | 2018  |       |
| ↘656  | ↘635  | ↗639  | ↘630  | ↘616  | ↗620  |       |

Национальный состав села: татары.

## Экономика
Жители работают преимущественно в крестьянских (фермерских) хозяйствах, занимаются полеводством, мясо-молочным скотоводством.

## Объекты образования, медицины и культуры
В селе действуют неполная средняя школа, детский сад, дом культуры (с 1971 года), библиотека (с 1972 года), фельдшерско-акушерский пункт.

## Религиозные объекты
Мечеть (с 1992 года), медресе (с 2003 года).